# Binzen
Binzen è un comune tedesco di 2 832 abitanti, situato nel land del Baden-Württemberg.